# Súplica
A súplica (também conhecida como petição) é uma forma de oração, em que uma pessoa humildemente ou sinceramente pede a outra para fornecer algo, quer para a pessoa que está fazendo o pedido (por exemplo, "Por favor, poupe a minha vida") ou em nome de alguém (por exemplo, "Por favor, poupe a vida do meu filho.").

Um jovem muçulmano que suplica após o Salá em Masjid al-Haram em Makkah, Arábia Saudita.

A súplica é um tema da antiguidade mais antiga, encarnado na Ilíada como as orações de Chryses para o retorno de sua filha, e de Príamo para o cadáver de seu filho, Hector. Richard Martin observa repetidas referências a suplicantes em todo o poema, incluindo guerreiros implorando para ser poupado pelos gregos no campo de batalha.
Um exemplo de súplica é o ritual católico da novena (de novem, a palavra latina para "nove") em que repetidamente se pede o mesmo favor durante um período de nove dias. Este ritual começou na Espanha durante a Idade Média, quando, em um período de nove dias de hinos e orações levou a uma festa de Natal, um período que terminou com o dom dado. Um exemplo cristão contemporâneo de súplica é a prática da Oração Diária pela Paz pela Comunidade de Cristo, onde um membro ora pela paz a cada dia em um determinado momento. Filipenses 4:6 diz: "Não vos inquieteis por nada, mas em tudo pela oração e súplica, com ações de graças, sejam conhecidas as vossas petições a Deus".